# Wólka Rudnicka
Wólka Rudnicka – wieś w Polsce położona w województwie lubelskim, w powiecie kraśnickim, w gminie Wilkołaz.
W latach 1975–1998 miejscowość administracyjnie należała do ówczesnego województwa lubelskiego.
Wieś stanowi sołectwo gminy Wilkołaz. Według Narodowego Spisu Powszechnego (III 2011 r.) wieś liczyła 193 mieszkańców.
Wierni Kościoła rzymskokatolickiego należą do parafii Miłosierdzia Bożego w Rudniku Szlacheckim.

## Historia
W wieku XIX Rudnicka Wola i Rudnicka Wólka, wsie w powiecie janowskim, gminie i parafii Wilkołaz. Według spisu z roku 1827, Rudnicka Wola miała 13 domów i 69 mieszkańców, Rudnicka Wólka 4 domy i 19 mieszkańców.